# Internationale Cricket-Saison 1912
Die internationale Cricket-Saison 1912 fand zwischen Mai 1912 und September 1912 statt. Als Sommersaison wurden vorwiegend Heimspiele der Mannschaften aus Europa ausgetragen.

## Überblick

### Internationale Turniere
| Beginn       | Turnier                    | Land    |
| ------------ | -------------------------- | ------- |
| 27. Mai 1912 | Triangular Tournament 1912 | England |

## Nationale Meisterschaften
Aufgeführt sind die nationalen Meisterschaften der Full Member des ICC.
| Land    | First-Class              |
| ------- | ------------------------ |
| England | County Championship 1912 |